# Histoire du Chili précolombien

Distribution des populations pré-hispaniques au Chili

L'histoire du Chili précolombien recouvre la période qui va de l'arrivée des premières populations humaines sur le territoire du Chili actuel jusqu'à la première exploration européenne de la région, effectuée par l'Espagnol Diego de Almagro en 1535-1536.

## Peuplement et populations
Il existe de nombreuses théories sur le peuplement de l'Amérique ; la plus couramment acceptée aujourd'hui décrit des populations venues d'Asie (Sibérie) par le détroit de Béring donnant naissance au premier peuplement américain, il y a moins de 14 000 ans. Ce peuplement humain se serait ensuite rapidement étendu vers l'Amérique centrale, puis l'Amérique du Sud. Les premiers peuples qui ont vécu sur le territoire actuel du Chili sont issus de ces mouvements de population.
Le site préhistorique de Monte Verde au Chili, classé au Patrimoine Mondial de l'Humanité par l'UNESCO, permet de dater les plus anciens habitats du Chili aux alentours de 13 000 ans à 15 000 ans pour "Monte Verde II" (fin du Pléistocène et début de l’Holocène). 
Le Chili préhispanique est peuplé par divers peuples amérindiens, installés à la fois dans la cordillère des Andes et sur la côte, selon des chronologies encore imprecises. 
- Dans la zone nord du pays, les Aymaras et les Atacaméniens commencent vers le XIe siècle de notre ère à cultiver la terre à la façon des Incas (culture en terrasse à flanc de montagne avec diverses canalisations). Au XVe siècle, les Incas prennent possession du territoire de l’actuel Chili jusqu’au fleuve Maule.
- Au sud de l’Aconcagua, des communautés semi-nomades comme les Mapuches sont installées.
- Dans la zone australe du pays, divers peuples amérindiens vivent, dont les Chomos, les Tamanas, Alacalufes et Onas.
- Dans l’île de Pâques se développe une culture polynésienne éteinte de nos jours.

Côté Pacifique, différentes cultures et peuples coexistent :
- Aymaras, Changos, Chinchorros, Atacaméniens, Diaguitas dans le nord ;
- les Picunches, Mapuches, Huilliches, Chonos dans la région centrale et sud ;
- et les Onas, Yaganes et Alacalufes dans la Patagonie et la Terre de Feu.

Les Mapuches ont formé la communauté la plus nombreuse.

## Les Chinchorros
Au Nord, dans le désert aride d'Atacama, les Chinchorros sont experts dans l'art de préserver le corps humain. De momies infiniment plus anciennes que celles des pyramides d'Égypte sont extraits des échantillons d'ADN exploitables.